# Формула радуги
«Формула радуги» — советская сатирическая комедия 1966 года, снятая режиссёром Георгием Юнгвальдом-Хилькевичем на Одесской киностудии.

## Сюжет
Молодой учёный Владимир Бантиков (Николай Федорцов) из Института неразрешимых проблем работает над созданием формулы радуги.  Он почти решает эту задачу, но «прототип» будущей радуги (пока что существующий в пробирке в виде экспериментального набора химикатов) оказывается случайно уничтоженным одним из коллег. Чтобы не отвлекаться на многочисленные ненужные и скучные собрания, Бантиков переключается на другую свою «секретную» разработку: параллельно с работой над «основной» задачей (т.е., радугой) он проектирует и воплощает «в металле» своего двойника — робота Яшу.
Для ускорения ввода в строй, а также просто за неимением в наличии нужных блоков и запчастей, в качестве силовой установки для робота инженер временно использует некоторый опытный экземпляр двигателя внутреннего сгорания, возможно, совмещенный с электрогенератором (хотя в фильме это не уточняется); при этом Бантиков говорит уже собранному роботу: «...ну уж извини, но поработай пока что на бензинчике!».
После сборки и отладки Яша успешно запускается и сразу же начинает работать «по профилю», подменяя самого Бантикова на заседаниях, как и было задумано.
Через некоторое время возгордившийся робот убегает от своего создателя. Его поиски осложняются тем, что благодаря созданному им хитроумному устройству-«пластификатору» он получил возможность произвольно менять свою внешность (аналогично «жидкому» «T1000» из к/ф «Терминатор-2»), однако чуть позже в процессе своей беготни по городу это устройство теряет. Спохватившись, робот начинает его искать самостоятельно и почти находит (идя обратным путём по той же траектории, как он сюда шёл), однако в итоге все равно полностью теряет доступ к «пластификатору», так как его местонахождение оказывается физически заблокированным местными строителями: к месту планируемой новостройки подвезли стройматериалы, и именно в данный момент началась их выгрузка, в результате чего «пластификатор», пока никем не замеченный и не найденный, оказывается закрытым под слоями уложенных бетонных плит (и далее по ходу развития сюжета нигде более не фигурирует).
Однако, у робота, при всей безупречной логике его поступков, всё же имеются характерные отличительные особенности: он бездушен в отношениях с людьми, мыслит прямолинейно и совершенно лишён чувства юмора.
К удивлению Володи, аналогичные качества оказались присущи многим повстречавшимся с ним за время поисков людям, так что порой  невозможно было определить, кто перед тобой — робот или живой человек.
В конце концов Яшу находят — директор института Коздолевский назначает его инструктором на одну из приморских спортбаз, где с ним случилось множество забавных приключений. 
Так, например, через некоторое время Яша вынужден бегать за грузовиками и автобусами, при этом на ходу объясняя перепуганным водителям, чтобы ему налили немного бензина, «а то мотор остановится» (т. к. сверхъемких аккумуляторов и ионисторов на тот момент ещё не изобрели, поэтому основная механика и часть приводов скелета (ходового шасси) робота приводятся в действие бензомотором, как вынужденная временная мера, принятая проектировщиком Володей; причем, сам робот об этом знает).
Поскольку сверхспособности Яши не дают возможности просто так его поймать, его ловят обманом — используя его склонность к формальному и прямому исполнению указаний, его заманивают в море, где у него происходит короткое замыкание.
После этого робота, усилиями Бантикова, после перепрограммирования, определяют на должность институтского швейцара.
В то же время находящийся в лаборатории в одном из высотных зданий НИИ Бантиков продолжает увлеченно работать над своим проектом по созданию радуги. Случайно он снова находит нужное сочетание реактивов, в результате чего в лаборатории из-за химической реакции происходит непреднамеренный взрыв, которым Бантикова выбрасывает в окно. От неминуемой гибели при падении с большой высоты его спасают «удачно» натянутые над улицей троллейбусные провода (возле НИИ - конечная остановка транспорта). При замыкании проводов контактной сети во все стороны летят искры, и в этот момент над домами внезапно вспыхивает радуга, хотя день ясный и никакого дождя не наблюдается. Висящий на проводах Бантиков смотрит вверх и, увидев радугу, радостно улыбается. Внизу со всех сторон, из переулков и магазинов, начинают сбегаться люди, которые тоже смотрят на радугу и удивляются происходящему.
Фильм заканчивается «хэппи-эндом»: эксперимент Бантикова увенчался успехом — робот Яша практически стал человеком; ученые теперь знают, как можно самим создавать радуги; все текущие и безотлагательные научные задачи решены, и теперь НИИ готов к поиску новых задач.

## В ролях
- Николай Федорцов — Владимир Бантиков / Яшка (робот)
- Раиса Недашковская — Люся Петрова, программист
- Савелий Крамаров — Вася, пьющий отдыхающий
- Иван Рыжов — Петя, пьющий отдыхающий
- Фрунзе Мкртчян — старшина милиции Фрунзик Кабурян
- Георгий Вицин — директор фабрики игрушек
- Лев Степанов — Леонид Лукич Весёлкин, драматург-сатирик
- Роман Ткачук — Коздолевский, директор НИИ
- Наталья Варлей — медсестра
- Николай Гринько — отдыхающий на спортбазе (указан в титрах два раза)
- Евгений Шутов — директор спортбазы
- Зоя Фёдорова — тётя Шура
- Николай Яковченко — продавец в летнем кафе
- Валерий Исаков — отдыхающий на спортбазе
- Герман Колушкин — отдыхающий на спортбазе
- Генрих Осташевский — следователь

## Съёмочная группа
- Автор сценария: Юрий Чернявский
- Режиссёр-постановщик: Георгий Юнгвальд-Хилькевич
- Оператор-постановщик: Вадим Авлошенко, Дмитрий Федоровский, Борис Мачерет
- Композитор: Александр Зацепин
- Текст песен: Леонид Дербенёв
- Поёт Владимир Трошин (в титрах не указан)

## Технические данные
- Цвет: Цветной
- Файл: широкоформатный
- Звук: Стерео

## Художественные особенности
Этот фильм, подобно фильмам «Его звали Роберт» (1967) и более позднему «Приключения Электроника» (1979), использует сюжетный ход, когда робот становится двойником определённого человека. Но если «Приключения Электроника» отличаются оптимизмом, а в «Его звали Роберт» робот всего лишь перегорает, не выдержав человеческих эмоций, то в «Формуле радуги» последствия такой подмены едва не оборачиваются катастрофой, в городе наступает хаос.